# Condecoracions dels Estats Units
Condecoracions dels Estats Units es refereix a les condecoracions militars que reconeixen les fites personals o el servei d'un membre de l'Exèrcit dels Estats Units. Juntament amb les insígnies militars, són mitjans per mostrar els punts principals del servei de qualsevol militar.

## Orde de precedència
Com que cada servei té el seu propi orde de precedència, les següents normes generals s'apliquen a tots els serveis:
1. Condecoracions militars personals dels Estats Units
2. Condecoracions militars d'unitat dels Estats Units
3. Condecoracions no-militars personals dels Estats Units
4. Condecoracions no-militars d'unitat dels Estats Units
5. Condecoracions de Campanya dels Estats Units
6. Distincions de servei i entrenament
7. Condecoracions de la Marina Mercant i distincions de servei no militar
8. Condecoracions militars personals estrangeres
9. Condecoracions militars d'unitat estrangeres
10. Condecoracions de servei alienes als Estats Units (a les Nacions Unides, a l'OTAN, etc.)
11. Distincions de servei estrangeres
12. Distincions de tirador

Senyalar que les distincions d'unitat als Estats Units es llueixen a la dreta, mentre que les personals es llueixen a l'esquerra del pit

## La Piràmide d'Honor

### Distincions per valentia i heroïsme més enllà del compliment del deure
- Medalla d'Honor - Medal of Honor

### Creus de Servei per l'heroïsme extraordinari
- Creu del Servei Distingit - Distinguished Service Cross
- Creu de la Marina - Navy Cross
- Creu de la Força Aèria - Air Force Cross
- Creu dels Guardacosta - Coast Guard Cross

### Condecoracions al servei distingit
- Medalla del Servei de Defensa Distingit – Defense Distinguished Service Medal
- Medalla del Servei Distingit a la Seguretat Nacional - Homeland Security Distinguished Service Medal
- Medalla del Servei Distingit a l'Exèrcit - Distinguished Service Medal (Army)
- Medalla del Servei Distingit a la Marina - Navy Distinguished Service Medal
- Medalla del Servei Distingit a la Força Aèria - Air Force Distinguished Service Medal
- Medalla del Servei Distingit als Guardacostes - Coast Guard Distinguished Service Medal
- Medalla al Servei Distingit a la Marina Mercant - Merchant Marine Distinguished Service Medal

### Valentia en acció
- Estrella de Plata - Silver Star

### Servei meritori superior o excepcional
- Medalla del Servei Superior de Defensa – Defense Superior Service Medal
- Legió del Mèrit – Legion of Merit

### Heroïsme en vol
- Creu dels Vols Distingits - Distinguished Flying Cross

### Medalles per heroïsme fora de combat
- Medalla del Soldat - Soldier's Medal
- Medalla de la Marina i del Cos de Marines - Navy and Marine Corps Medal
- Medalla de l'Aviador - Airman's Medal
- Medalla dels Guardacostes - Coast Guard Medal

### Medalles per heroïsme o servei meritori en zona de guerra
- Estrella de Bronze - Bronze Star

### Medalla per ferides en combat
- Cor Porpra – Purple Heart

### Medalles pel servei meritori
- Medalla del Servei Meritori de Defensa – Defense Meritorious Service Medal
- Medalla del Servei Meritori – Meritorious Service Medal
- Medalla de l'Aire - Air Medal
- Medalla del Servei Aeri Realitzat - Aerial Achievement Medal

### Medalles per menció encomiable
- Medalla de la Menció Encomiable Unificat - Joint Service Commendation Medal
- Medalla de la Menció Encomiable a l'Exèrcit - Army Commendation Medal
- Medalla de la Menció Encomiable a la Marina i al Cos de Marines - Navy and Marine Corps Commendation Medal
- Medalla de la Menció Encomiablea la Força Aèria – Air Force Commendation Medal
- Medalla de la Menció Encomiable als Guardacostes - Coast Guard Commendation Medal

### Medalles pel Servei Realitzat
- Medalla del Servei Realitzat Unificat - Joint Service Achievement Medal
- Medalla del Servei Realitzat a l'Exèrcit - Army Achievement Medal
- Medalla del Servei Realitzat a la Marina i al Cos de Marines - Navy and Marine Corps Achievement Medal
- Medalla del Servei Realitzat a la Força Aèria - Air Force Achievement Medal
- Medalla del Servei Realitzat als Guardacostes - Coast Guard Achievement Medal
- Cinta de la Carta d'Elogi del Comandant (Guarda Costanera dels Estats Units) - Commandant's Letter of Commendation Ribbon (Coast Guard)

### Distincions pel servei de combat
- Cinta d'Acció de Combat de la Marina - Navy Combat Action Ribbon
- Medalla de la Força Aèria per l'acció de combat - Air Force Combat Action Medal
- Galó d'Acció de Combat dels Guardacostes - Coast Guard Combat Action Ribbon

- Medalla del Certificat del Mèrit - Certificate of Merit Medal
- Medalla de la Distinció a la Guerra - Distinguished Warfare Medal

## Medalles de Servei
- Medalla del Servei a les Forces Armades - Armed Forces Service Medal
- Medalla de la Marina Expedicionària - Navy Expeditionary Medal
- Medalla del Cos de Marines Expedicionaris - Marine Corps Expeditionary Medal
- Medalla del Servei a la Xina – China Service Medal
- Medalla del Servei a la Defensa Nacional – National Defense Service Medal
- Medalla de les Forces Armades Expedicionàries – Armed Forces Expeditionary Medal
- Medalla del Servei Humanitari - Humanitarian Service Medal
- Medalla del Servei Militar Voluntari Extraordinari – Military Oustanding Volunteer Service Medal
- Medalla del Servei al Cos Femení de l'Exèrcit - Women's Army Corps Service Medal
- Medalla del Servei a Corea - Korean Service Medal
- Medalla del Servei de Defensa a Corea – Korea Defense Service Medal
- Medalla del Servei al Vietnam - Vietnam Service Medal
- Medalla del Servei a l'Antàrtida - Antarctica Service Medal
- Medalla del Servei al Sud-oest Asiàtic - Southwest Asia Service Medal
- Medalla del Servei a la Guerra Global contra el Terrorisme - Global War on Terrorism Service Medal
- Medalla de la Reserva de les Forces Armades – Armed Forces Reserve Medal
- Medalla de Presoner de Guerra – Prisoner of War Medal
- Medalla de la Força Aèria per l'acció de combat - Air Force Combat Action Medal
- Medalla de la Disponibilitat pel Combat - Combat Readiness Medal
- Medalla de Campanya a l'Aire i l'Espai - Air and Space Campaign Medal
- Medalla dels Guardacostes pel Servei a l'Àrtic - Coast Guard Arctic Service Medal
- Medalla de la Reserva Naval - Naval Reserve Medal

## Medalles per Salvar Vides
- Medalla per Salvar Vides d'Or - Gold Lifesaving Medal
- Medalla per Salvar Vides de Plata - Silver Lifesaving Medal

## Citacions d'Unitat
- Citació Presidencial d'Unitat - Presidential Unit Citation
- Citació Presidencial d'Unitat de la Marina i el Cos de Marines - Navy and Marine Corps Presidential Unit Citation
- Citació Presidencial d'Unitat dels Guardacostes - Coast Guard Presidential Unit Citation
- Premi d'Unitat Valerosa - Valorous Unit Award
- Elogi d'Unitat Naval - Navy Unit Commendation
- Elogi d'Unitat dels Guardacostes - Coast Guard Unit Commendation
- Citació d'Unitat Valenta - Gallant Unit Citation
- Insígnia Unificada d'Unitat Meritòria - Joint Meritorious Unit Award
- Elogi d'Unitat Meritòria - Meritorious Unit Commendation
- Elogi d'Unitat Naval Meritòria - Navy Meritorious Unit Commendation
- Insígnia d'Unitat Meritòria de la Força Aèria - Air Force Meritorious Unit Award
- Elogi d'Unitat Meritòria dels Guardacostes - Coast Guard Meritorious Unit Commendation
- Elogi d'Equip Meritori - Meritorious Team Commendation
- Premi d'Unitat Superior de l'Exèrcit - Army Superior Unit Award
- Cinta "E" de la Marina - Navy "E" Ribbon
- Cinta "E" dels Guardacostes - Coast Guard "E" Ribbon
- Insígnia d'Unitat Aèria i Espaial Destacada - Air and Space Outstanding Unit Award
- Insígnia d'Excel·lència Organitzativa - Organizational Excellence Award

## Medalles de Campanya
- Medalla de la Campanya de la Guerra Civil - Civil War Campaign Medal
- Medalla de la Campanya Índia - Indian Campaign Medal

### La Guerra Espanyola-Americana de 1898
- Medalla de la Batalla de la Badia de Manila ("Medalla Dewey") – Battle of Manila Bay Medal - Dewey Medal
- Medalla de la Campanya Naval de les Índies Occidentals ("Medalla Sampson") - West Indies Naval Campaign Medal - Sampson Medal
- Medalla de la Campanya de les Índies Occidentals - West Indies Campaign Medal
- Medalla de la Campanya Espanyola - Spanish Campaign Medal
- Medalla del Servei a la Guerra Espanyola - Spanish War Service Medal
- Medalla de l'Exèrcit d'Ocupació de Cuba - Army of Cuban Occupation Medal
- Medalla de l'Exèrcit d'Ocupació de Puerto Rico - Army of Puerto Rican Occupation Medal

### La Insurrecció de les Filipines 1899-1913
- Medalla de la Campanya de les Filipines - Philippine Campaign Medal
- Medalla del Congrés de les Filipines - Philippine Congressional Medal

### La Rebel·lió Boxer de 1900-1901 i Altres Campanyes
- Medalla de la Campanya de la Xina - China Campaign Medal
- Medalla de l'Expedició de Relleu a la Xina - China Relief Expedition Medal
- Medalla de l'Exèrcit de Pacificació de Cuba - Army of Cuban Pacification Medal
- Medalla de la Campanya de Nicaragua (1912) - Nicaraguan Campaign Medal 1912

### Expedicions a Centreamèrica
- Medalla del Servei a Mèxic - Mexican Service Medal
- Medalla de la Campanya d'Haití (1917) – Haitian Campaign Medal (1917)
- Medalla de la Campanya Dominicana - Dominican Campaign Medal
- Medalla del Servei a la Frontera de Mèxic - Mexican Border Service Medal

### I Guerra Mundial
- Medalla de la Victòria a la I Guerra Mundial - World War I Victory Medal
- Medalla de l'Exèrcit d'Ocupació d'Alemanya - Army of Occupation of Germany Medal

### Haití 1919-1921 i altres Campanyes
- Medalla de l'Expedició dels Estats Units a l'Antàrtica - United States Antarctic Expedition Medal
- Medalla de la Campanya d'Haití (1921) – Haitian Campaign Medal (1921)
- Medalla de la Campanya de Nicaragua (1933) - Nicaraguan Campaign Medal 1933
- Medalla del Servei al Iang-Tsé - Yangtze Service Medal
- Medalla del Servei a la Xina - China Service Medal
- Medalla del Servei de Defensa Americana – American Defense Service Medal

### Segona Guerra Mundial
- Medalla de la Campanya Americana - American Campaign Medal
- Medalla de la Campanya Europea-Africana-Orient Mitjà - European-African-Middle Eastern Campaign Medal
- Medalla de la Campanya Asiàtica-Pacífica - Asiatic-Pacific Campaign Medal
- Medalla de la Victòria a la II Guerra Mundial - World War II Victory Medal
- Medalla del Servei al Cos Femení de l'Exèrcit - Women's Army Corps Service Medal

### Servei d'Ocupació 1945-1955
- Medalla de l'Exèrcit del Servei d'Ocupació - Army of Occupation Medal
- Medalla de l'Armada del Servei d'Ocupació - Navy Occupation Service Medal
- Medalla per les Accions Humanitàries - Medal for Humane Action

### Guerra de Corea 1950-1953
- Medalla del Servei a Corea - Korean Service Medal
- Medalla del Servei de Defensa a Corea – Korea Defense Service Medal
- Medalla del Servei a la Defensa Nacional – National Defense Service Medal
- Medalla Expedicionària de les Forces Armades – Armed Forces Expeditionary Medal

### Guerra de Vietnam 1962-1973
- Medalla del Servei al Vietnam - Vietnam Service Medal
- Medalla del Servei Civil al Vietnam – Vietnam Civilian Service Award
- Medalla del Servei Humanitari – Humanitarian Service Medal

### 1970-2000
- Medalla del Servei a l'Antàrtida - Antarctica Service Medal
- Medalla del Servei al Sud-oest Asiàtic - Southwest Asia Service Medal
- Medalla de la Campanya a Kosovo - Kosovo Campaign Medal
- Medalla de la Campanya de l'Afganistan - Afghanistan Campaign Medal
- Medalla Expedicionària de la Guerra Global contra el Terrorisme - Global War on Terrorism Expeditionary Medal
- Medalla de Servei a la Guerra Global contra el Terrorisme - Global War on Terrorism Service Medal
- Medalla de la Campanya d'Iraq - Iraq Campaign Medal
- Medalla de Campanya Aèria i Espacial - Air and Space Campaign Medal
- Medalla de Campanya de Resolució Inherent - Inherent Resolve Campaign Medal

## Medalles de bona conducta
- Medalla de bona conducta de l'Exèrcit - Army Good Conduct Medal
- Medalla de bona conducta de la Marina - Navy Good Conduct Medal
- Medalla de bona conducta de la Força Aèria - Air Force Good Conduct Medal
- Medalla de bona conducta del Cos de Marines - Marine Corps Good Conduct Medal
- Medalla de les fites dels components de la Reserva de l'Exèrcit - Army Reserve Components Achievement Medal
- Medalla del servei meritori a la reserva de la Marina - Naval Reserve Meritorious Service Medal
- Medalla del servei meritori a la reserva de la Força Aèria - Air Reserve Forces Meritorious Service Medal
- Medalla del servei meritori a la reserva del Cos de Marines - Selected Marine Corps Reserve Medal

## Medalles de Punteria Excel·lent
- Medalla de la Marina per Experts en Pistola - Navy Expert Pistol Medal
- Medalla de la Marina per Experts en Rifle - Navy Expert Rifle Medal

## Galons

### Galons de l'Exèrcit
- Cinta de l'Exèrcit del Servei al Mar - Army Sea Duty Ribbon
- Cinta de promoció a sots-oficial - NCO Professional Development Ribbon
- Cinta de servei en l'Exèrcit - Army Service Ribbon
- Cinta de l'Exèrcit de servei a ultramar – Army Overseas Service Ribbon
- Cinta dels components a la Reserva de l'Exèrcit de servei a ultramar - Army Reserve Components Overseas Training Ribbon

### Galons de l'Armada i del Cos de Marines
- Galó d'Acció de Combat - Combat Action Ribbon
- Galó de la Flota de Força de la Marina (obsoleta) - Fleet Marine Force Ribbon
- Galó del Desplegament de Servei al Mar – Sea Service Deployment Ribbon
- Galó del Servei a l'Àrtic – Arctic Service Ribbon
- Galó del Servei de Reclutament de la Marina - Navy Recruiting Service Ribbon
- Galó del Servei de Reclutament del Cos de Marines - Marine Corps Recruiting Ribbon
- Galó de la Marina i del Cos de Marines pel Servei a Ultramar - Navy and Marine Corps Overseas Service Ribbon
- Galó del Servei d'Entrenament de Reclutes de l'Armada - Navy Recruit Training Service Ribbon
- Galó d'Instructor del Cos de Marines - Marine Corps Drill Instructor Ribbon
- Galó de Guarda de Seguretat del Cos de Marines - Marine Corps Security Guard Ribbon
- Galó de la Marina per Experts en Rifle - Navy Expert Rifle Ribbon
- Galó de la Marina per Experts en Pistola - Navy Expert Pistol Ribbon
- Galó de Guàrdia Cerimonial de la Marina - Navy Ceremonial Guard Ribbon
- Galó del Servei al Mar de la Reserva de la Marina - Naval Reserve Sea Service Ribbon
- Cinta de la Reserva del Cos de Marines - Marine Corps Reserve Ribbon

### Galons de la Força Aèria
- Cinta d'aviador destacat de l'any - Outstanding Airman of the Year Ribbon
- Cinta de reconeixement de la Força Aèria - Air Force Recognition Ribbon
- Cinta de la Força Aèria per servei a ultramar d'estada curta - Air Force Overseas Short Tour Service Ribbon
- Cinta de la Força Aèria per servei a ultramar d'estada llarga  - Air Force Overseas Long Tour Service Ribbon
- Cinta de servei expedicionari de la Força Aèria - Air Force Expeditionary Service Ribbon
- Cinta de permanència en la Força Aèria – Air Force Longevity Service Award
- Cinta del curs d'instructor militar - Military Training Instructor Ribbon
- Cinta del servei de reclutament de la Força Aèria - Air Force Recruiter Ribbon
- Cinta de graduat a l'Acadèmia de Sots-oficials de la Força Aèria  - USAF NCO PME Graduate Ribbon
- Cinta honorífica de graduat en la instrucció bàsica de la Força Aèria - USAF Basic Military Training Honor Graduate Ribbon
- Cinta dels experts de la Força Aèria en armes petites - Small Arms Expert Marksmanship Ribbon
- Cinta d'instrucció de la Força Aèria - Air Force Training Ribbon
- Cinta de desenvolupament especial - Developmental Special Duty Ribbon

### Galons dels Guardacostes
- Galó de la Carta d'Elogi del Comandant - Commandant's Letter of Commendation Ribbon
- Galó del Servei a Operacions Especials - Special Operations Service Ribbon
- Galó dels Guardacostes pel Servei al Mar- Coast Guard Sea Service Ribbon
- Galó del Deure Restringit - Restricted Duty Ribbon
- Galó de Graduat amb Honor a l'Entrenament Militar Bàsic dels Guardacostes - Coast Guard Basic Training Honor Graduate Ribbon
- Galó del Servei de Reclutament dels Guardacostes - Coast Guard Recruiter Ribbon
- Galó de l'Allistat de l'Any - Enlisted Person of the Year Ribbon
- Galó dels Guardacostes dels Experts amb Fusell - Coast Guard Rifle Marksmanship Ribbon
- Galó dels Guardacostes dels Experts amb Pistola - Coast Guard Pistol Marksmanship Ribbon